# Mancomunitat de la Vall de Llémena
La Mancomunitat de la Vall de Llémena és una mancomunitat de municipis fundada l'any 2009. Està constituïda pels municipis de Canet d’Adri, Sant Gregori, Sant Martí de Llémena i Sant Aniol de Finestres. Agafa el seu nom de la vall de Llémena, una subcomarca o comarca natural de Catalunya, emmarcada en la conca fluvial de la riera de Llémena.
Els municipis depenen administrativament de les comarques del Gironès i la Garrotxa.
Els seus estatuts es van publicar oficialment el 9 d’abril de 2010 al DOGC.

## Història
A principis del segle XXI els municipis de la comarca natural de la Vall del Llémena es van constituir com a comunitat de municipis per tal de poder desenvolupar projectes comuns, com per exemple gestionar menjadors escolars i projectar la gestió col·lectiva de recuperació de la riera de Llémena. Més endavant van crear el carril bici de la zona, i van desenvolupar una xarxa de telecomunicacions pròpia basada en Wimax. Per poder continuar col·laborant, van decidir constituir-se formalment com una mancomunitat de municipis. Més endavant ha servit per continuar col·laborant intermunicipalment i organitzar esdeveniments com la Festa de Remença, o l’arranjament del camí ral que unia històricament els pobles de la vall amb Girona.